# Joseph Dominicus von Lamberg
Joseph Dominicus von Lamberg (né le 8 juillet 1680 à Steyr en Styrie et mort le 30 août 1761 à Passau) est un cardinal autrichien du XVIIIe siècle. Il est le neveu du cardinal Johannes Philipp von Lamberg.

## Biographie
Lamberg est élu évêque de Seckau en 1712 et de Passau en 1723. Le pape Clément XII le crée cardinal lors du consistoire du 20 décembre 1737. Il ne participe pas au conclave de 1740 lors duquel Benoit XIV est élu, ni au conclave de 1758.

### Sources
- Fiche du cardinal sur le site fiu.edu